# Christian Lundberg
Christian Lundberg (født 24. august 1970) er en dansk professionel fodboldspiller.
I løbet af sin karriere spillede han bl.a. for Skive IK, Vejle Boldklub, FC Aarhus, FC Midtjylland, Akademisk Boldklub, AaB og Randers FC. Lundberg indstillede oprindelig karrieren grundet hjerteproblemer i januar 2006, men genoptog den senere i Skive IK.
Efter at have endt sin professionelle karriere har Lundberg blandt andet spillet som amatør i Skødstrup SF.